# Нікола-Лейк 1
Нікола-Лейк 1 (англ. Nicola Lake 1) — індіанська резервація в Канаді, у провінції Британська Колумбія, у межах регіонального округу Томпсон-Нікола.

## Населення
За даними перепису 2016 року, індіанська резервація нараховувала 123 особи, показавши скорочення на 14,6%, порівняно з 2011-м роком. Середня густина населення становила 10,9 осіб/км².
З офіційних мов обидвома одночасно не володів жоден з жителів, тільки англійською — 120. Усього 35 осіб вважали рідною мовою не одну з офіційних, з них усі — одну з корінних мов.
Працездатне населення становило 52,4% усього населення, рівень безробіття — 18,2%.

## Клімат
Середня річна температура становить 7,3°C, середня максимальна – 21,9°C, а середня мінімальна – -11°C. Середня річна кількість опадів – 303 мм.
| Клімат поселення                              | Клімат поселення | Клімат поселення | Клімат поселення | Клімат поселення | Клімат поселення | Клімат поселення | Клімат поселення | Клімат поселення | Клімат поселення | Клімат поселення | Клімат поселення | Клімат поселення | Клімат поселення |
| Показник                                      | Січ.             | Лют.             | Бер.             | Квіт.            | Трав.            | Черв.            | Лип.             | Серп.            | Вер.             | Жовт.            | Лист.            | Груд.            |                  |
| Середній максимум, °C                         | 2,68             | 5,54             | 9,76             | 13,86            | 18,22            | 21,91            | 21,35            | 21,38            | 16,68            | 11,02            | 4,79             | 0,94             |                  |
| Середня температура, °C                       | −4,14            | −1,28            | 2,95             | 7,05             | 11,40            | 15,10            | 18,07            | 18,09            | 13,40            | 7,73             | 1,50             | −2,34            |                  |
| Середній мінімум, °C                          | −10,97           | −8,09            | −3,87            | 0,22             | 4,58             | 8,28             | 14,79            | 14,82            | 10,11            | 4,45             | −1,77            | −5,61            |                  |
| Норма опадів, мм                              | 28               | 16               | 15               | 14               | 28               | 37               | 31               | 25               | 25               | 22               | 30               | 32               |                  |
| Середньомісячна швидкість вітру, м/с          | 2.14             | 2.20             | 2.50             | 2.80             | 2.50             | 2.40             | 2.30             | 2.11             | 2.00             | 2.12             | 2.20             | 2.20             |                  |
| Середньомісячна сонячна радіація, кДж/м²·день | 3310             | 6507             | 11106            | 16273            | 19732            | 21494            | 22510            | 19212            | 13611            | 7747             | 3748             | 2550             |                  |
| --------------------------------------------- | ---------------- | ---------------- | ---------------- | ---------------- | ---------------- | ---------------- | ---------------- | ---------------- | ---------------- | ---------------- | ---------------- | ---------------- | ---------------- |
| Джерело:                                      |                  |                  |                  |                  |                  |                  |                  |                  |                  |                  |                  |                  |                  |